# ClipGrab
ClipGrab — багатоплатформна програма для завантаження відео з популярних вебсайтів, таких як YouTube, Vimeo, Dailymotion або Metacafe. Існує можливість конвертувати завантажені файли в інші формати типу MP3, MPEG-4, Theora чи WMV. Розповсюджується у якості вільного програмного забезпечення згідно з GNU General Public License.